# 涂宗濬
涂宗濬（1551年—1621年），字及甫，號鏡源，江西南昌府南昌縣人，明朝政治人物。

## 生平
涂宗濬出身贫寒，其父涂綱以雕刻神像为業，宗濬随父学习手艺，居于僧寺，白天雕刻，夜晚坐于佛像膝上，借着神像前油灯读书。後在同乡蔡氏的私塾中受学，并得到其大力支持，給与衣食供给。又受业丰城李材，得其真传。
萬曆十年（1582年）中江西鄉試第四十六名举人，十一年（1583年）联捷癸未科會試第一百九十九名，登三甲第五十六名進士。历任慈溪、蕲水、江陵知县，十八年调任黄冈县知县，皆有政绩。二十年擢授山东道监察御史，二十二年巡按广西，二十三年巡按河南，二十六年巡按山西，改贵州道御史，上征播四议，二十八年巡按直隶，三十一年三月改任大理寺右寺丞，三十二年九月升右少卿，三十三年十二月轉左少卿，三十四年六月升都察院右佥都御史、巡抚延绥，三十六年五月考满加右副都御史，三十九年调任宣大总督，五月以大捷功，加升右都御史兼兵部右侍郎，四十一年十一月加兵部尚书兼右副都御史，照旧总督，荫一子世袭锦衣卫百户，四十二年三月加太子太保，八月仍以太子太保兵部尚书回部管事，累疏推辞赴任，四十三年十二月准回籍调理，病痊起用。
天啓元年（1621年）四月以荐起复太子太保、兵部尚书原官起用，提督陵京军务，六月以太子太保兵部尚书协理京营戎政，九月陛见，跪伏不能起，引疾乞休，不允。九日後病卒，赠少保，谥恭襄。

## 著作
著有《易义》、《隆砂證学记》。

## 家族
曾祖涂本；祖父涂高；父涂綱。母王氏。